# 田子一民
田子 一民（たご いちみん、1881年〈明治14年〉11月14日 - 1963年〈昭和38年〉8月15日）は、日本の官僚、政治家、衆議院議長（第34代）、衆議院副議長（第27代）、官選三重県知事、農林大臣（第4次吉田内閣）、衆議院議員（通算9期）などを務めた。岩手県盛岡市出身。東京帝国大学法科大学卒業。

## 来歴
岩手県士族の田子勘治の次男として生まれる。現在の盛岡市立城南小学校、盛岡中学、旧制二高を経て、1908年、東京帝国大学法科大学政治学科を卒業し、内務省に入省。山口県警部、山口県都濃郡長、山口県警察部長、内務省社会局第一課長兼第二課長、社会局長、官選三重県知事などを歴任し、その後政界に転じる。小選挙区制となって2度目の選挙となった1924年（大正13年）の第15回総選挙に与党政友本党公認で郷里の旧岩手1区から出馬したが、この選挙区はテロの凶刃に倒れた原敬前総理の選挙地盤だったことから、原の死後政友会総裁を継いだ高橋是清前総理が貴族院議員を辞職してこの選挙区から出馬。選挙戦は与党の全面的支援を受ける田子と、原の弔い合戦を標榜する高橋の、壮絶な一騎討ちとなった。政界新人の田子は大政党総裁の高橋を相手に善戦し、47票の僅差で惜しくも落選に甘んじた。4年後の第16回総選挙では政友本党の分裂と高橋の引退を受けて、旧岩手1区から政友会公認で再出馬し初当選を飾った。その後再選を続け、1936年（昭和11年）には広田内閣で鉄道政務次官に就任。1939年（昭和14年）には衆議院副議長に選出された。同年起きた政友会の第二次分裂に際しては中島知久平を総裁に担ぐ革新派に所属した。大東亜戦争開戦直後の1941年（昭和16年）12月24日には衆議院議長に選任された。
戦後は日本進歩党の結成に参加するが、翼賛選挙で推薦候補として当選したことが災いして公職追放に遭う。追放解除後は政界に復帰し、吉田自由党公認で1952年（昭和27年）の第25回総選挙に新岩手1区から出馬して返り咲きを飾った。その後1953年（昭和28年）に発足した第4次吉田内閣では農林大臣を拝命している。その後も再選を重ねたが、1958年（昭和33年）の第28回総選挙では265票差で次点に甘んじ、この後政界を引退した。1963年（昭和38年）8月15日、満81歳で死去した。墓所は盛岡市永泉寺。

## 栄典
- 1921年（大正10年）7月1日 - 第一回国勢調査記念章[3]

## 親族
妻の田子静江（福岡珠子）は、1883年11月秋田県横手市雄物川町出身で福岡易之助の姉であり、日本女子大学を卒業している。石川理紀之助から農村指導の教えを受け、秋田魁新報（大正4年9月15日～19日）に『篤農石川翁と九升田（一）～（四）内務書記官　田子一民』の寄稿がある。子供は男4人（4人とも東京帝国大学卒）、娘2人（お茶の水女子大学卒）。

## 著作等
- 『社会事業』（1922年）

▼文献
●田子一民、1913（大正2年9月）「地方改良の要訣」『斯民』8‐6（1913‐9）.
●田子一民、1916（大正5年11月）「青年団体の組織」青年団中央部編纂[1916→1991：29-49]
●田子一民、1919（大正8年8月）「民力涵養欧米の実例」★→青年団中央部編[1920]
　★　1919年8月に開催された第4回青年団指導者講習会における講演
●田子一民、1920（大正9年12月）「都市生活と教育」『斯民』15‐12（1920‐12）.
●田子一民、1920（大正9年）「民力涵養欧米の実例」青年団中央部編[1920]
■田子一民、1922（大正11年）『社会事業』帝国地方行政学会.→佐藤編・解説[1982：11‐146]
●田子一民、1937（昭和12年6月16日）「社会省成立への追憶」『斯民』32‐7（1937‐7）. →佐藤編・解説[1982：147‐155]
●田子一民、1958「大正デモクラシーと社会事業――「社会と救済」創刊の頃」『社会事業』40‐8.（1958‐8）
●田子一民、1961『社会と救済』40‐8（1961）
◆佐藤進編・解説、1982『社会福祉古典叢書5　田子一民・山崎巖集』鳳書院.
■青年団中央部編纂、1916（大正5年11月30日）『青年団真義』帝国青年発行所.→1991『近代日本青年期教育叢書・第Ⅲ期　第7巻　青年団真義』日本図書センター.
◇青年団中央部編、1920『新時代の青年団』
◇田子一民、1920『改造の欧米より』白水社.
▼引用
■田子一民、1922（大正11年）『社会事業』帝国地方行政学会.→佐藤編・解説[1982：11‐146]
□「社会事業は社会連帯の思想を出発点とし、根柢として行はれて居る社会生活の幸福を得しめ、社会の進歩を促さう・・11　とする努力である。今日では、社会事業と云ふ言葉はあらゆる階級の人に用ゐられて居るが、その内容、その範囲、その実際、殊に『日本式社会事業』は如何なるものでなければならないかと云ふ様なことは閑却され、理解されずに居る」（田子［1922→1982：11‐12］）
□「今日、学者達が頻りに唱へて居る社会連帯の思想も簡単に謂へば、私達の社会と云ふ観念なのである。[…]私達の社会に於て、若し、すべての各個人が、自己と社会との関係を深く、強く自覚したならば、他人に対する関係は、親子、夫婦、兄弟の関係の様に深い、強い関係になるに違ひがない。私達の社会には社会連帯があるが、慈善の影は薄くなる。親子に慈善がない如く、「私達の社会」と自覚する社会には慈善がなくなるのである。そして、こゝに社会事業の根本思想たる私共の社会をより強く、より広く実現し得るのである」（田子［1922→1982：15］）
□「社会は組織体であると謂ふ。組織体とは個々の細胞たる分子は統一的に結合されて居ることなのである。二十貫の・・15　大男も、虱一疋の為めにも、全体の総動員をして、之をとり除かうとつとめる。[…]この場合に背の或る一部の苦痛をとり除く為めに、手や、足や、眼は慈善をなすのであるか。否な否な、組織体たる身体は、自然に、必然に、一部の苦痛を、他の部分は共同責任として之を除き取るのである。これは、慈善でもない。救済でもない。全身連帯と謂つてもよい」（田子［1922→1982：16］）
□「社会は身体の如く、有形的な組織体でないが、組織体である点は相似て居る。[…]社会の一部の苦痛、例へば極貧、貧窮の如き社会疾病を除くのは慈善とのみ謂はれない。[…]要するに、私達の社会、全部の一部、一部より成る全部、私達の社会の観念は発達しなければ、社会も個人も進歩しないのである」（田子［1922→1982：16］）
△キーワード：社会有機体説　社会事業
□「社会事業は一つの学科ではない。今日の程度では一つの学を構成して居るものではない。現代及将来の土台として社会生活に於ける自由を与へ不自由を除く社会的、継続的の努力を総称する。この自由と云ふことを幸福と考へてもよい。社会事業は社会生活に於ける幸福を与へ、不幸を除かうとする社会的な継続的努力であると定義してもよい」（田子［1922→1982：20］）
□「社会事業の意味が不明な如く、その範囲も極めて不明瞭であるが、その理想は、古代に行はれた報ひを求める為の求報主義の慈善事業、人民を悦服せしめんとする目的主義の慈善事業、浄財喜捨の財物を貧乏人に恵むことを主義とした慈善事業とは異なって居る。社会の進歩、個人の幸福を社会全体の力によつて行はんとするのである。社会全体・・21　で行はんとする意義に於て、国家化、公共団体化、法人化されて行くのである」（田子［1922→1982：21‐22］）
□「社会事業は生活の幸福、自由を与へようとする一方的努力である。この意味に於ては、一面に富者の富を制限し、一面に貧者を保護しやうとする社会政策とは異つて居る。社会政策なる言葉は独逸に早く用ゐられ又その内容も充実して居たが、弱者を保護する意味は勿論加つて居るが、それよりも、富者の富を制限しやうとする権力的行為が、ひらめいて居る所に特色がある。[…]富の衡平とか、富の均等とか云ふ思想は社会政策の方面には特に著しいのである。社会政策に対する社会事業の立場は、一方的であって、富を制限することをば重く考へない。むしろ、社会の凡ての人の幸福、多数者の幸福を希望し、殊に弱者の保護、弱者の精神的、物質的保護に多くの力を用ゐやうとして居る」（田子［1922→1982：22］）
□「今の自由契約の下にある労働者は契約は自由であるが、生活は不安である。不景気の襲来、工業不振の場合には自由に解雇せられる。かゝる場合に団結して解雇手当を要求するを例として居るが、弱い者の団結は強い者の団結より弱いのは普通である。ストライキを首唱したものは最も悪い労働条件に甘じて居る人となつて居る。最も多く、強く自由を唱へる人は、最も多く、最も強い生活不安に襲はれて居る。自由の女神は右手に「自由」を、左手に「不安」を持つて居て、その一方丈け選ばすことは肯じないのである。[…]自由の山に登らん人々は、不安の暗淵に沈んで居るのである。
　神は心ありしや、なしや。自由契約の欠陥を社会事業を以て補はしめやうとして居るのである。自由契約に於ける不幸、不安をより少くし、より軽くする為めに社会事業は頭を擡げて来て居るのである。実を謂へば、私法上の自由を益々盛にし、一騎打ち、自由競争を盛んにすればする程、社会事業は之に伴つて盛んにならなければならないのである。戦争以来、自由思想の普及によつて、社会事業の起つて来たのは、自由に伴ふ不安の排除が一層必要になつた為めである」（田子［1922→1982：25］）
△キーワード：自由主義　社会事業
□「男女婚すれば夫婦となる。夫婦生活には親たる資格を生ずることを普通とする。親と子、夫と妻、この二つの関係を静かに考へたとき、弱い者が強い者に対しての道徳、責任が発達して居るが、強い者が弱い者に対しての道徳、責任はまだまだ弱い。夫は妻には「貞」であることを望む。親は子に対しては「孝」ならむことを望んで居る。我の貧・・37　を以てしてよく、各国に肩を並べて居る理由には幾多あるが、その中、社会的に大きなものは、親は子を愛し、子は親を慕い、妻の貞操の比較的よく保持されて居る為めと思ふが、さて、子の親に孝である如く、妻は夫に貞である如く、父親は果してよく、父たるの用意、責任に欠ける処がないかを顧みるとき、幾人か憮然たらざるものがあるであらうか」（田子［1922→1982：37-38］）
□「よく生れ、よく養はれ、よく教育せられ、よい職業を得て、社会生活の楽みを得て行くには、生活自身の幸福、自由を得なければならない。これは、社会を進歩せしむる上に於て、又個人の幸福を得しめる点に於て生活そのものの幸福を得しめなければならない。
　私達の思想は生活と云ふことを、多くの説明なしに認容し得る。しかし、少し前までは生存（Existence）と生活（Life）とは左程明瞭でなかつた。それは明瞭であるとしても、社会救済事業が個人に対して行はれる場合には、生活保護は行き過ぎて居る。保護の厚きは個人をして、自立、自営、独立の精神を害するものとして、いたく之を戒めた。自由放任の経済学者には、今日、私達観念する所の社会会体の協力で、共存、共栄と謂ふが如き思想は了解し難い所である。英国流の学者が最も痛烈に唱へた自由競争主義を以て観れば、個人の生活などを保護することは行き・・28　過ぎであらう。[…]共存、共栄主義、協同主義、社会連帯主義の社会観、経済観は十分に受け入れられないのである。従つて、社会生活共同の力で、相扶け、相倚つて行かうとする社会観と、個人の自由競争に放任し、劣敗者の生存丈けを救つて行かうとする社会観とは、全然何れともきめられず、其の時々の出来心によつてきめられて居る次第である」（田子［1922→1982：28‐29］）
△キーワード：自律（自立）　社会連帯
▼参考文献
●佐藤進、1982「解説」（佐藤進編・解説『社会福祉古典叢書5　田子一民・山崎巖集』鳳書院：403‐432.）
■池田敬正、1986『日本社会福祉史』法律文化社.
■吉田久一、1989『吉田久一著作集1　日本社会福祉思想史』川島書店.
○笛木俊一、1994「1920年代初頭における内務官僚の社会事業論研究のための覚え書き（2）――〈田子一民・社会事業論〉研究ノート」『社会事業史研究』22.
●黒川みどり、1998「第一次世界大戦後の支配構想――田子一民における自治・デモクラシー・社会連帯」内務省史研究会編[1998：189‐232]
■池本美和子、1999『日本における社会事業の形成――内務行政と連帯思想をめぐって』法律文化社.
■冨江直子、2007『MINERVA社会福祉叢書18　救貧のなかの日本近代――生存の義務』ミネルヴァ書房.
■内務省史研究会編、1998『内務省と国民』文献出版.
▼参考文献引用
■池田敬正、1986『日本社会福祉史』法律文化社.
□「[…]内務省社会局長であった田子一民の『社会事業』（1922年刊）は、こうした社会事業論のもっとも近代的な体系化であるといえよう。「社会事業は社会連帯の思想を出発点とし、根柢として行はれて居る社会生活の幸福を得しめ、社会の進歩を促さうとする努力である」と、本書は書きはじめている。そして社会事業を、「社・・481　会生活に於ける自由を与へ不自由を除く社会的・継続的努力を総称する」と定義づけていた。しかも本書では、貧困を社会問題としてとらえ、救貧だけでなく積極的な生活の幸福や自由をも強調する。そして慈善が、事実上人格の平等に反していると説いていた。あきらかにそこには近代的な社会事業観が示されているといえよう。だが同時に本書も、「日本式社会事業」の必要と革命にたいする社会改良の立場を説いていた。「現代社会否認者（社会主義者の意――引用者）の如く急激突飛ではない。自己本位論者（自由放任主義者の意――引用者）の様に我侭でない」という主張は、社会連帯論が一般にそうであるように本書も社会改良の立場で書かれていることを示している。だが「日本式」の必要を説くということは、この「社会連帯」を市民的平等を前提にするのではなく国家有機体説にもとづいて説明しようとすることを意味するであろう」（池田[1986：481-482]）
■吉田久一、1989『吉田久一著作集1　日本社会福祉思想史』川島書店.
□「官僚社会事業の思想的系譜としては、後藤新平-窪田静太郎ら草創期の「公益-防貧」型、第二期の井上友一に代表される「救済制度型」に対し、第三期に当たる本期を代表する田子一民の社会事業思想は、「社会連帯」型といえるであろう。それは第一次世界大戦後の「進歩と平和」を使命観とする民主性を持つものである。むろん心情的に田子は井上友一を継受しているが、井上の「救国済民」型とは明らかに段階が相違する。そして田子に富田愛次郎、山崎厳、藤・・472　野恵等々が続く。
　田子の思想を大きく変えたのは、18年1月から19年1月にかけての、戦時欧米視察旅行である。そしてそこで田子は日本では貧困者があまりに多く、また封建的差別が濃厚で、人間の解放・平等、男女や貧富の平等の必要を痛感した。帰国後20年5月に出版した『改造の欧米より』でデモクラシーが強調され、「社会的差別の無くなる事に尽力するのは、所謂社会的民本主義と云うのであります」（55頁）といっている。もちろん田子は「進歩的」社会改良主義を取ったので、民本主義の出発点を自我や権利に置きながら、その到達点を義務や責任に置き、それを得意の仏教で説明している（56-57頁）」（吉田[1989：472-473]）
●黒川みどり、1998「第一次世界大戦後の支配構想――田子一民における自治・デモクラシー・社会連帯」内務省史研究会編[1998：189‐232] 
□「1915年9月には、内務・文部両大臣の名で最初の訓令が出され、青年団の掌握が進められていったときでもあった。この訓令の主眼とするところは、時の内相一木喜徳郎が、「我青年団の目的は郷党青年の修養機関たる事を指示し・・197　その任務は健全なる気風を養ひ将来の発展に副ふべき日本国民としての素養を授くるにある事を定めたる訳なり」★と語っているように、まずは青年団を修養団体として位置づけることにあった」（黒川[1998：197‐198]）
　★　1942『大日本青年団史』115.　
□「田子は、デモクラシーについて次のような解釈を施す。「自我自由権利を完全に発達保存せん為には、一の強力な団体即ち最近是も強くなつた国家に落ち行く。出発点は自我で自由を主張し権利を主張し強く行くと、最も其の権利を尊重し自由を尊重し自我を保存し得る強力なる権力団体なる国家を構成し、其の国家と個人と義務或は責任の関係を有するに至る。是が即ち最近のデモクラシーの思想である」と。次いで彼は、「亜米利加人は建国当時に於てこそ、自我を主張し自由を主張し権利を主張したのであるが、今日に於ては同じデモクラシーといふ詞でも意味が変つて来て、責任である義務であるといふやうに統一されたのである。故に現在の亜米利加のデモクラシーを常識で解釈しやうと思はば、国家的義務或は国家的責任と見るのが適当で、私は言葉は悪いが民責主義と訳したほうが、彼の時代思想に触れた意義を現はすと思ふ」と述べ、デモクラシーに「民責主義」との訳語さえ与えるのであった★」（黒川[1998：203]）
　★　田子一民、1919「民力涵養欧米の実例」（青年団中央部編、1920『新時代の青年団』）
□「前述のデモクラットが、デモクラシーを「民本主義」すなわち民衆を本意とする主義と訳して民衆の政治的権利の拡大をはかろうとしたのに対して、「民責主義」の訳語を与え、デモクラシーを「国家的義務」ととらえる田子の認識は、デモクラシーが本来意図する民衆の権利伸長の要求を「義務」の観念によって封じ込めようとする、統治者としての国民統合の観点に立ったものであった。田子の、「最近のデモクラシーの思想は義務責任の観念が汪溢して居ることを見逃してはならぬ」★との状況認識は、実体と期待とがない交ぜになったもので、それを前提に田子は、「デモクラシーは其出発点は自我、権利である、人格の主張である、利益の主張である、機会均等の主張である。概言すれば権利其のものゝ主張を内容とするものであるが、其の到達点は義務となり、責任となる」ことを強調した★。義務と権利は本来別個のものであり、権利はあくまで義務に止揚しうるものではありえないはずである。しかしこのような考え方は、個・・203　人の権利に対する理解が希薄な日本社会において、受け入れられやすいものであったといえよう」（黒川[1998：203‐204]）
　★　田子一民、1919「民力涵養欧米の実例」（青年団中央部編、1920『新時代の青年団』青年団中央部編：97.）
　★　田子一民、1920『改造の欧米より』56‐57.
□「田子の「社会連帯の思想」は、大正デモクラシーを経由することによって、従来からの「自治」論に加えて新たに、それへの対応として打ち出されたものであった。換言すれば、デモクラシーに直面することによって、もはや「自治心」育成のみでは国民統合をはかれないとの自覚から生み出されたのが、「社会連帯の思想」であった。しかしながら、その原型が農村の「隣保団結の美風」に求められ、「犠牲道徳」をよりどころにしていることに明らかなように、また、田子はデモクラシーを「民責主義」と言い換えたことに示されるように、デモクラシーに普遍的価値を見出すのではなく、「国体」という日本の特殊性を堅持しようとするものであり、欧米に範をとりつつも、個の自立や権利の承認を前提としない日本的特質を具有していた。田子においては、この同根から発想された「自治」と「社会連帯」は、まさに第一次世界大戦後の国民統合を支える両輪をなすものであったといえよう」（黒川[1998：232]）
■池本美和子、1999『日本における社会事業の形成――内務行政と連帯思想をめぐって』法律文化社.
□「本書（田子一民『社会事業』：引用者補足）は「社会事業は社会連帯の思想を出発点とし、根底として行はれて居る社会生活の幸福を得しめ、社会の進歩を促さうとする努力である。」という文章で始まっている。そしてこの思想が「社会改良主義を奏する人々」の・・105　ものであることを述べている。具体的に、レオン・ブルジョアの首唱した思想であるという紹介はなく、その根拠については、別のところで「フランスの何かの本を読んで」と言うにとどまっている。いずれにせよ、欧米での社会改良を念頭において表現であるとみなし得るが、それが、「『日本式社会事業』は如何なるものでなければならないか」を考察するための理念として掲げられていることに注目する必要がある。そして、「今日、学者達が頻りに唱へて居る社会連帯の思想も簡単に謂へば、私達の社会と云ふ観念なのである」と社会連帯を私達の社会という言葉に置き換え、その関係を「私達の家」「親子、夫婦、兄弟の関係の様に深い、強い関係」として自覚することを求めている。つまり、田子の表明する社会連帯思想の核は、社会を「私達の家」として自覚するところにあり、それが彼のめざす「日本式」を意味するものに結びつく。 　社会を進退組織に擬え「全身連帯」と表現するところからは、社会有機体論、国家有機体的解釈に基づくといえるが、その場合に必ず指摘された弱者にも責任があるという考えは、田子の思想には表面化していない。むしろ田子の社会連帯思想は、より強い者の自覚、子よりも両親の、妻よりも夫の、社会の上層部にあるものの役割の自覚を求めるものであった」（池本［1999：105-106］）
■冨江直子、2007『MINERVA社会福祉叢書18　救貧のなかの日本近代――生存の義務』ミネルヴァ書房.
□「「社会連帯」の理念の導入を説いた田子一民は、「社会」を一つの有機体に喩えて、身体の一部の苦痛を取り除くことは組織体としての身体の共同責任、全身連帯であるのと同様、貧困という「社会」の一部の苦痛を取り除くのも「私達の社会」という一つの組織体の共同責任であるという。そして、「社会」を「私達の社会」と観念する「社会」においては、強者が弱者に向かって恵むという慈善はなくなり、「社会連帯」に基づく社会事業が実現されるとしている」（冨江[2007：91]）
▼覚え書き
■1942『大日本青年団史』115
■内務省地方局編、1911『第二回第三回地方改良講演集下巻』博文館.
■青年団中央部編、1920『新時代の青年団』→添田敬一郎「時局と青年」